# Căpățânenii Ungureni, Argeș
Căpățânenii Ungureni este un sat în comuna Arefu din județul Argeș, Muntenia, România.